# Samuel Irving Rosenman
Samuel Irving Rosenman (1896-1973) était un avocat et homme politique américain et conseiller des présidents Roosevelt et Truman. 
Né à San Antonio au Texas, il servit dans l'armée américaine durant la Première Guerre mondiale. Il fut un élu démocrate de l'Assemblée législative de l'État de New York et juge à la cour suprême de cet État de 1936 à 1943. Il démissionna pour occuper le poste nouvellement créé de Conseiller juridique de la Maison-Blanche (alors appelé Conseiller spécial et équivalent de responsable juridique) sous la présidence de Franklin Roosevelt. À la suite de soucis de santé, il avait dû choisir entre son travail de juriste pour New York et celui de conseiller à la Maison Blanche d'où la création du poste. Il donnera sa démission à la mort de Roosevelt mais Harry S. Truman lui demandera de rester d'abord jusqu'à la victoire alliée puis jusqu'en 1946. À ce titre, il sera très impliqué dans la poursuite contre les criminels de guerre. 
Il a été l'un des rédacteurs des discours de Roosevelt et ce depuis que ce dernier était gouverneur de l'État de New York. Il joua également ce rôle pour Truman, même après avoir quitté ses fonctions de Conseiller à la Maison Blanche.

## Source
- (en) Cet article est partiellement ou en totalité issu de l’article de Wikipédia en anglais intitulé « Samuel Irving Rosenman » (voir la liste des auteurs).